# Bryan King
Bryan Dalton King (Littleton, Colorado, 5 de noviembre de 1996), más conocido como Bryan King, es un jugador profesional estadounidense de béisbol que se desempeña en la posición de lanzador en Houston Astros, equipo de las Grandes Ligas de Béisbol (MLB).

## Carrera
En 2024, King hizo su debut en la MLB con el equipo Houston Astros, donde lleva jugando una temporada.